# Тонкопряд туманный
Тонкопряд туманный  (лат. Triodia nubifer) — вид чешуекрылых насекомых из семейства тонкопрядов (Hepialidae).

## Распространение
Россия (Алтай, Кемеровская область), Казахстан. Вероятно, это единственный теплолюбивый вид чешуекрылых на Алтае.

## Описание

### Самец
Длина переднего крыла 14—16 мм. Окраска головы, спинки и брюшка самцов красновато-охристая, усики гребенчатые. Основной фон передних крыльев красно-коричневый. Рисунок состоит из более светлых пятен и полос желтовато-коричневой, красноватой либо белесой окраски. Задние крылья однотонно-серые, на костальном крае с элементами продолжения рисунка передних
крыльев. Бахромка однотонная, по цвету красно-коричневая. Строение гениталий самца помогает определять насекомых отличать представителей данного вида от представителей близких видов.

### Самка
Длина переднего крыла 19—28 мм. Окраска головы, спинки и брюшка серовато-охристая, усики пильчатые. Фон передних крыльев охристо-серый. Рисунок состоит из двух основных светлых полос, расходящихся под углом от центра внутреннего края крыла и нескольких маленьких светлых пятен на костальном крае. Задние крылья самки однотонные, серые или охристо-серые.